# Alarde de Fuenterrabía

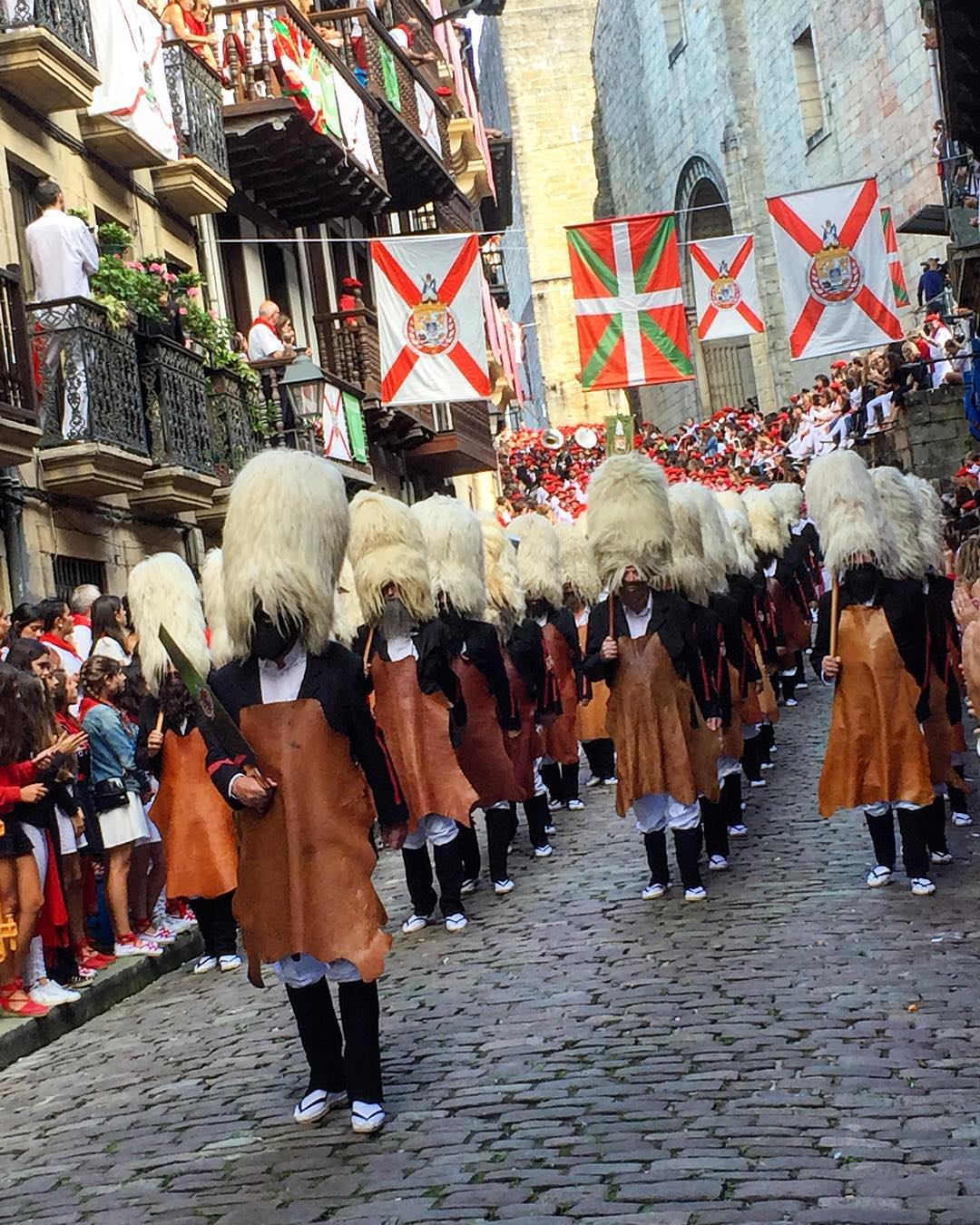
Alarde Tradicional con los Hacheros al frente.

El Alarde de Hondarribia o de Fuenterrabía es un desfile que tiene lugar durante las fiestas de Fuenterrabía, Guipúzcoa (España), el día 8 de septiembre con motivo de la renovación del voto hecho a la Virgen de Guadalupe durante el Sitio de la ciudad. Tradicionalmente ha consistido en un desfile de hombres armados cuya única representación femenina es la Cantinera, aunque en los últimos años ha surgido una compañía alternativa que integra a mujeres como soldados dentro de sus filas. Las diferentes formas de entender el papel de la mujer dentro del Alarde han llevado en los últimos años a una división social en el pueblo que ha provocado en diversas ocasiones incidentes entre los partidarios de uno y otro alarde. Actualmente el Alarde Tradicional continúa siendo mayoritario en la localidad.

## Composición del Alarde tradicional
El Alarde consisten en un batallón de paisanos armados que emula las diferentes compañías de un ejército.
El orden del batallón es el siguiente.
Hacheros: Los Hacheros marchan delante de las compañías del Alarde abriendo el camino, ese es y ha sido su cometido dentro de las contiendas militares, eran soldados (gastadores) que iban por delante en las operaciones de guerra, preparando el camino a las tropas. Por ese motivo portaban palas, picos y azadas para cavar, hachas y sierras para cortar. Entre las peculiaridades de los Hacheros hondarribitarras destaca el morrión de piel de oveja, preferiblemente ‘latxa’, de pelo blanco y largo que les cubre el rostro. Junto a la piel, los hacheros portan una larga barba. Hasta las décadas de los 50 y 60 se tiene constancia de que la escuadra contaba con un cubero, y en algunas fotografías antiguas puede vérseles también con una escopeta al hombro y hasta realizando salvas.
Tamborrada: Se trata de una banda similar a las de las Compañías regulares pero de mayor envergadura, consta de pífanos, redobles y parches, está dirigida por un Tambor Mayor. No debe confundirse con su homónimo donostiarra.
Banda de Música: Se trata de la banda de música de la ciudad que para la ocasión solo cuenta con músicos varones.
Estado Mayor: Encabezado por el burgomaestre, siendo este la mayor autoridad del alarde, está acompañado del comandante (Segundo al mando) y demás ayudantes (Artillería, Infantería y Caballería), Junto a ellos va el cornetín de órdenes.
Escolta de caballería: Compañía de Caballería, en un principio los componentes traían sus caballos de casa o los conseguían por su cuenta, pero más adelante empezaron a conseguirse conjuntamente. En la actualidad se traen de hípicas privadas.
Compañías de Infantería: Son veinte y constituyen el grueso del desfile. Cada compañía cuenta con un capitán, varios tenientes, uno de ellos abanderado, dos sargentos, dos cabos, una Cantinera; un sargento y un cabo acompañantes, una banda de pífanos, redobles y parches, un cuerpo de paisanos armados, y cuberos (Niños).
Están compañías son en orden de desfile: Jaizubia, Arkoll (Porta el estandarte de la Virgen), Akartegi, Pueblo, Montaña, Semisarga, Kosta, Gora Ama Guadalupekoa, Ama Guadalupekoa, Gora Gazteak, Beti Gazte, Gora Arrantzale Gazteak, Mixta, Mendelu, Olearso y Done Pedro Itsas Gizonen Kofradia
Cada compañía establece su propio uniforme a diferencia de lo que sucede en Irun.
Batería de Artillería Formado por un capitán, un teniente, un sargento acompañante y un álférez abanderado, todos ellos a caballo junto con la Cantinera; y un alférez y dos sargentos a pie junto con doce artilleros por cada una de las dos baterías (Batería n.1 Txingudiko Badia y Batería n.2 Olearsoko Mendia). Consta de 2 cañones y realiza salvas a lo largo del Alarde y durante las misas de los días 7 y 10 de septiembre. La componen 32 artilleros.

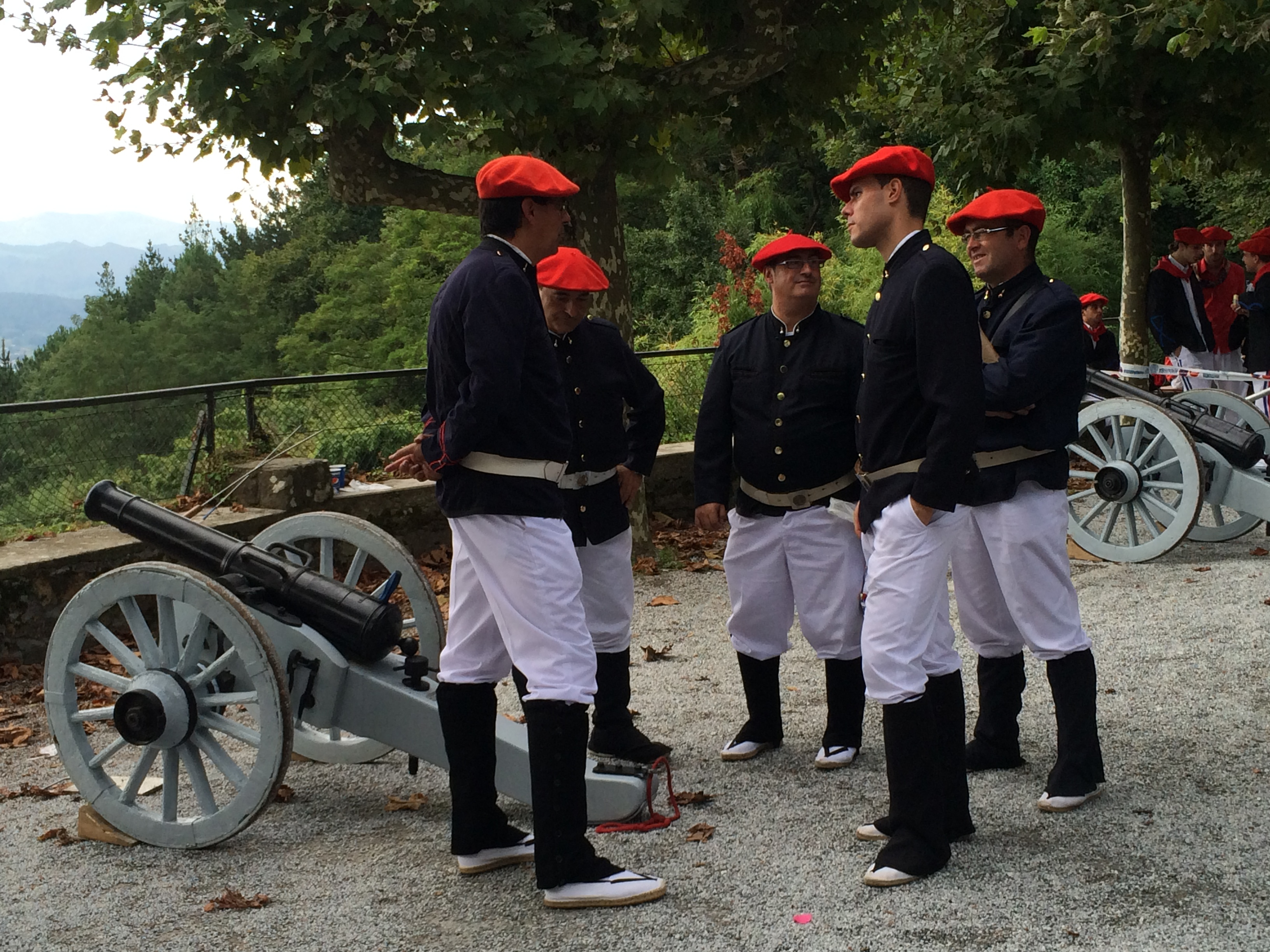
Artilleros de la batería N. 1 Txingudiko Badia junto a su cañón

Cantineras: Son la única presencia femenina en el Alarde. Acompañan y representan a las compañías, todas las compañías, a excepción de la de Hacheros, tienen una cantinera que rota cada año y como requisitos generales la Cantinera deberá ser soltera, mayor de edad y local o naturalizada en Fuenterrabía. No pueden repetir. 
Su vestimenta varía dependiendo de la compañía pero suele estar compuesta de boina, guerrera, banda con el escudo de la compañía el nombre de la cantinera y el año, barrilete, delantal, falda plisada y botas altas y portan un abanico personalizado con el que saludan al público.
Como excepción las Cantineras de Caballería y Artillería van a caballo y por tanto llevan una ropa ligeramente diferente además de llevar fusta en lugar de abanico. Montan a lo amazona.
El Cabildo Eclesiástico: Desfila en último lugar en el Alarde, se compone de un portaestandarte que lleva un estandarte de la Virgen de Guadalupe, dos niños vestidos de pastorcillos sujetando los bordones del Estandarte, sacerdotes y el párroco de Santa María de la Asunción y del Manzano.

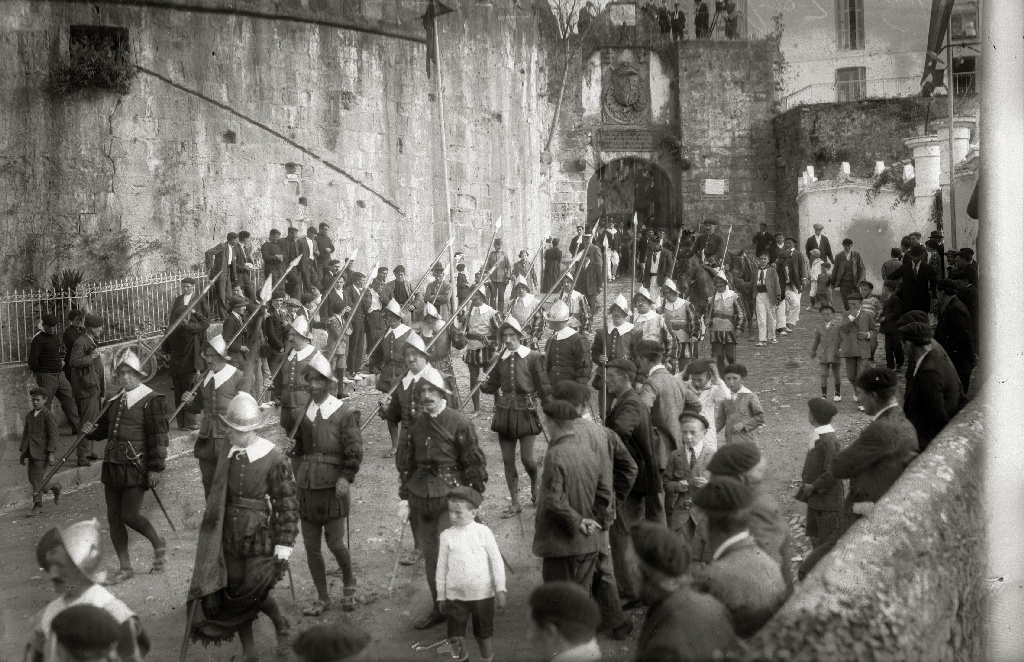
Desaparecida Compañía de Alabarderos a principios del siglo XX

## Composición del Alarde igualatorio
Compañía Jaizkibel: No forma parte del Alarde Tradicional y desfila aparte de las demás compañías. Nació para reivindicar la presencia de la mujer en el Alarde con las mismas funciones que las de los hombres, es por tanto la única que admite a mujeres en todos sus puestos. Se estructura igual que una compañía de infantería de las mencionadas todos sus miembros podrán ser de cualquier sexo, a excepción de la cantinera que deberá ser mujer.

## Desarrollo

### 7 de septiembre
A las 12 del mediodía, las campanas de la Iglesia Parroquial y del Santuario de Guadalupe suenan juntas mientras los Txistularis recorren Kale Nagusia tocando el "Titi-biliti". Esta melodía, cuyo nombre imita sus primeras notas, data del sitio de 1638. En lugares emblemáticos, los Txistularis tocan también el "Axeri Dantza", una danza ágil y rápida que se interpreta a lo largo del día y durante el Alarde.
A las seis y media de la tarde, la Banda de Música "Ciudad de Hondarribia" recorre las calles tocando las mismas melodías. A las 8 de la tarde, en la Parroquia de Nuestra Señora de la Asunción y del Manzano, se cantan el solemne "Te Deum" y la "Salve", conmemorando la liberación del sitio en 1638. Mandos del Alarde y la Corporación Municipal asisten, precedidos por los Txistularis, a este acto solemne.

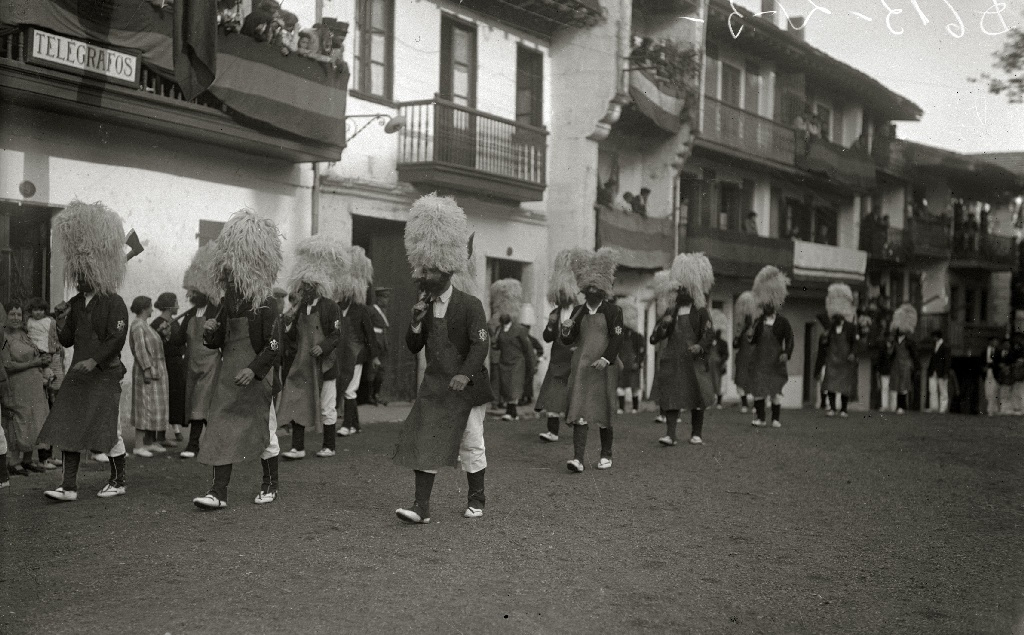
Alarde en la década de 1940

Durante el "Te Deum" y la "Salve", la Compañía Pueblo y la Batería de Artillería disparan salvas. Una imagen de la Virgen de Guadalupe y la bandera de la ciudad presiden el acto. Al final, el órgano de la Iglesia interpreta el "Titi-biliti".
A la misma hora, las Compañías Akartegi y Montaña se reúnen en el Santuario de Guadalupe para cantar la Salve y realizar descargas. Tras el acto en la Parroquia, los Mandos del Alarde regresan a Arma Plaza para entregar el Bastón de Mando al Burgomaestre.

### 8 de septiembre
Alborada y Diana: La primera música del día es la alborada, que se interpreta a las 5 de la mañana con la primera campanada, en la Calle Mayor, frente al ayuntamiento; la segunda en Arma Plaza y el resto hasta 11 en diferentes puntos de la Ciudad, siempre se respeta al Burgomaestre, al alcalde y a la Cantinera y la última se vuelve a tocar frente al ayuntamiento minutos antes de la Diana de la Banda como homenaje a los músicos allí concentrados, quienes acto seguido tocarán su particular diana junto a la Tamborrada.

### Alarde por la mañana
Las compañías y unidades, partiendo desde sus respectivos puntos de reunión, se concentran en los jardines de Gernikako Arbola, a la espera de que los ayudantes del Burgomaestre vayan en su busca. Una vez incorporado al batallón, el Burgomaestre da la orden al cornetín y comienza el Alarde hacia la Calle Mayor llegando a la Plaza de Armas, la Tamborrada y la compañía Arkoll descienden a recoger el Estandarte de la Virgen de la Iglesia, regresan a la Plaza de Armas y tras una serie de salvas el batallón desciende y se dirige a la ermita de Saindua donde rompen filas, y a continuación las tropas se dirigen al Santuario de Guadalupe donde se realizarán algunas salvas y se renovará el voto de la ciudad con la Virgen con una misa. Finaliza entonces el alarde por la mañana.

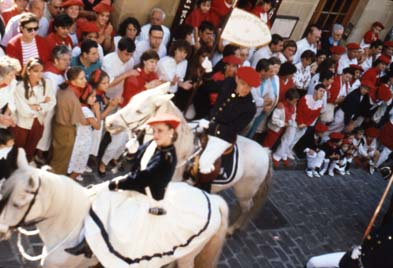
Cantinera de Artillería

### Alarde por la tarde
Las unidades del Alarde se concentran en la Ermita de Saindua y descienden por las calles céntricas de "La Marina" antes de dirigirse a la Calle Mayor. Luego, se reúnen en la Plaza de Armas. En Damarri, la compañía Arkoll recibe la Bandera del Cabildo Civil. El Burgomaestre ordena tres descargas a las compañías de infantería y se realizan salvas de artillería.
Posteriormente, los Hacheros, la Tamborrada y la compañía Arkoll, seguidos por el Burgomaestre, sus ayudantes y el Comandante, descienden al Ayuntamiento. La compañía Arkoll deposita la Bandera de la Virgen en el pórtico de la Iglesia. La Banda de Música se coloca junto a la Tamborrada y los abanderados de todas las compañías forman un arco frente al Burgomaestre. Este ordena romper filas y sube a la Plaza de Armas.
La Tamborrada y la Banda de Música interpretan el Fagina y todas las compañías descienden de la Plaza de Armas en el "Zapatero". Al pasar por el arco de los abanderados, cada uno se reincorpora a su compañía y recorren la Calle Mayor hasta sus respectivos lugares.

### 10 de septiembre
Este día tiene lugar una misa en honor a los caídos en el asedio de la ciudad, acuden los mandos del Alarde y el Cabildo Municipal. La compañía Pueblo y la Batería de Artillería realizarán diversas salvas en homenaje a quienes perdieron su vida durante el sitio.